# 梁琦
梁琦（1933年3月—），女，浙江海宁人，中华人民共和国政治人物，曾任中共陕西省委常委、统战部部长，陕西省科学技术协会主席，陕西省政协副主席。